# John Ermine of the Yellowstone
John Ermine of the Yellowstone er en amerikansk stumfilm fra 1917 af Francis Ford.

## Medvirkende
- Francis Ford som John Ermine.
- Mae Gaston som Katherine Searles.
- Mark Fenton som Searles.
- Duke Worne som Butler.
- Burwell Hamrick som White Seasel.